# Olivos
Olivos is een historisch merk van motorfietsen.
Olivos Motors, Acton, London (1920-1921).
Brits merk dat 492 cc motorfietsen bouwde met Blackburne-zijklepblokken.